# Hroznatín
Hroznatín település Csehországban, a Třebíči járásban. Hroznatín Vlčatín, Benetice, Bochovice, Horní Vilémovice, Rudíkov, Přeckov és Horní Heřmanice településekkel határos. Lakosainak száma 111 fő (2024. január 1.).

## Népesség
A település lakosságának változását az alábbi diagram mutatja:
| Lakosok száma | 152  | 170  | 208  | 164  | 146  | 99   | 109  | 110  | 111  | 111  |
|               | 1869 | 1890 | 1921 | 1950 | 1980 | 2001 | 2017 | 2019 | 2022 | 2024 |